# 布古里巴省
布古里巴省（法語：Bougouriba）是布基納法索西南大區西北部的一個省，面積2,812平方公里。2006年人口102,507人。首府傑布古。
本區下轄五縣。